# 临安城

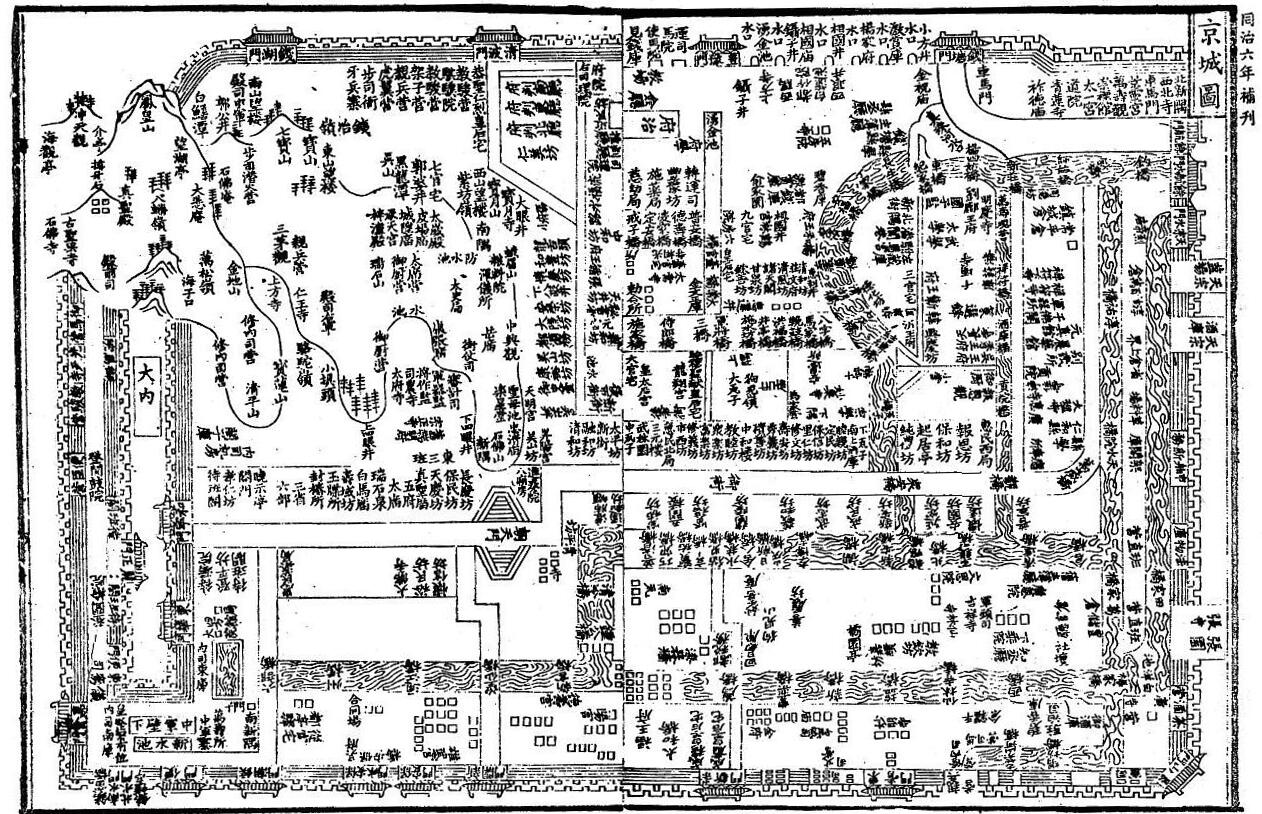
南宋临安城地图

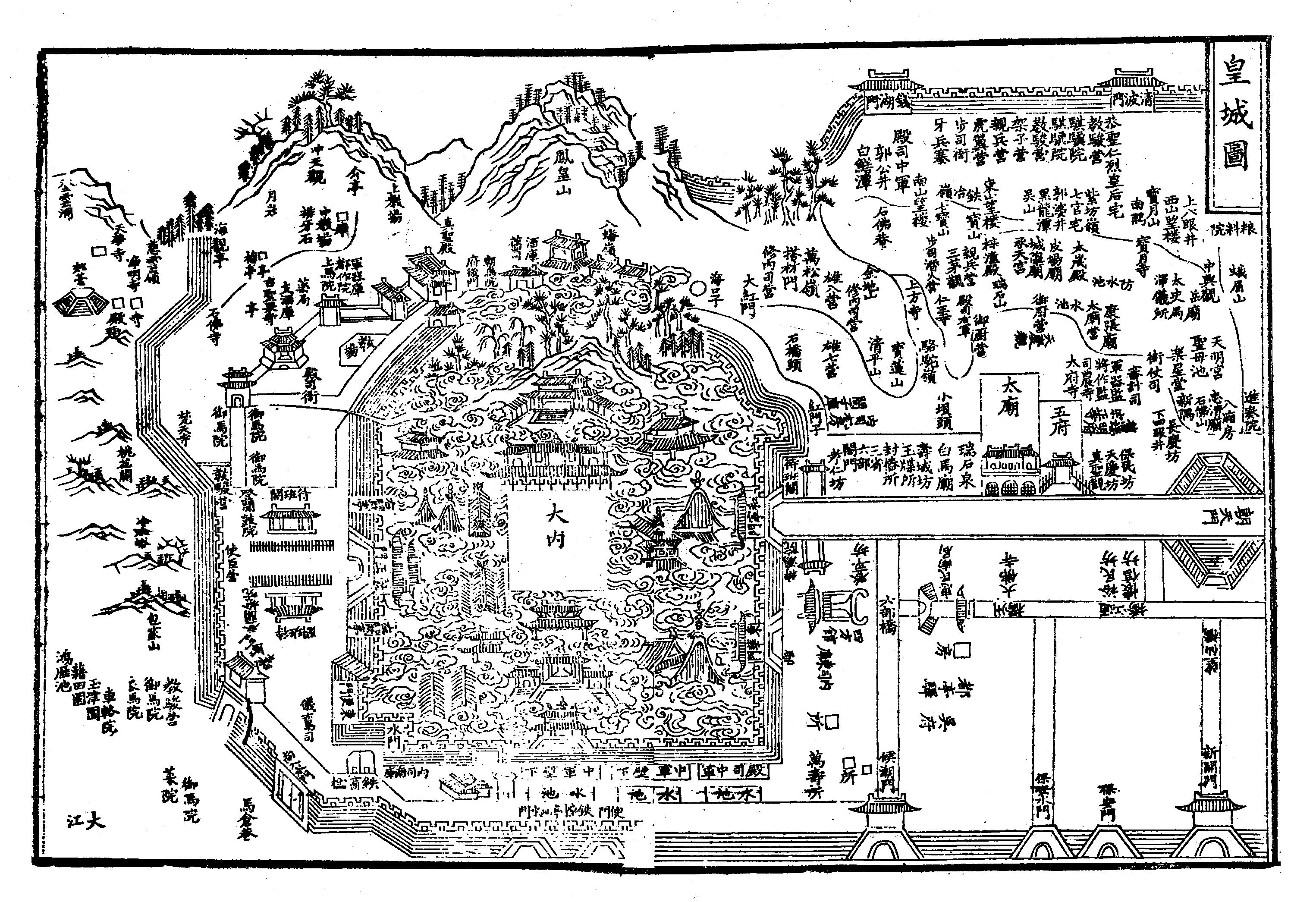
南宋皇宫图

临安城是南宋都城（1138年－1276年，共138年），位于今杭州市区的上城区和拱墅区辖区以内。南宋临安城遗址于2001年成为中国第五批全国重点文物保护单位。

## 简介

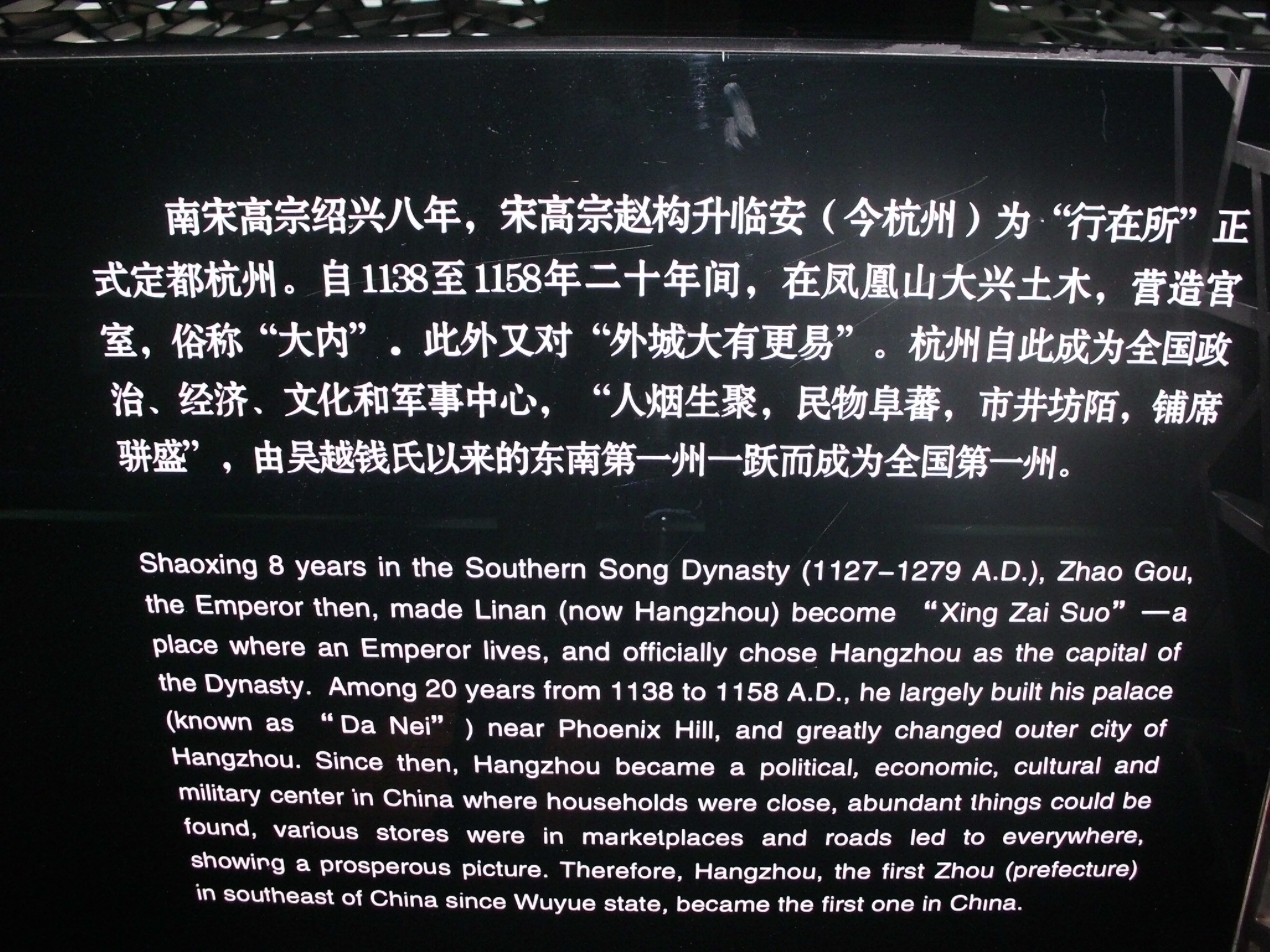
1138-1158年为临安城快速建设的20年

南宋建炎三年（1129年），置行宫于杭州，升为临安府，治所在钱塘。辖钱塘、仁和、临安、余杭、於潜、昌化、富阳、新城、盐官九县。绍兴八年（1138年）定都于此，并花费20年大事扩展城墙，分为内城和外城，设13座城门，城外有护城河。
由于许多北方人随朝廷南迁，使临安府人口激增。到咸淳年间（1265－1274），包括所属几个县的居民增至124万余人。府城所在的钱塘、仁和两县人口达43万。
据《武林旧事》等书记载，南宋时的杭州商业有440行，各种交易甚盛。手工作坊林立，能生产出许多精巧名贵的丝织品，在全国享有盛名。对外贸易相当发达，与日本、高丽、波斯、大食等50多个国家有贸易关系，朝廷专设“市舶司”以主其事。西湖风景区吸引了不少中外游客；酒肆茶楼，艺场教坊，驿站旅舍等服务行业和夜市也很兴盛。

## 城市布局
宫殿位于南部凤凰山，城市街区在北，形成了“南宫北市”的格局。南宋皇宫在宋亡于元的第二年，发生了一场火灾。人人怀疑元廷下令放火，但没有证据，尤其是杭州当时也有防火问题的历史。其遗址现是公园。

### 内城

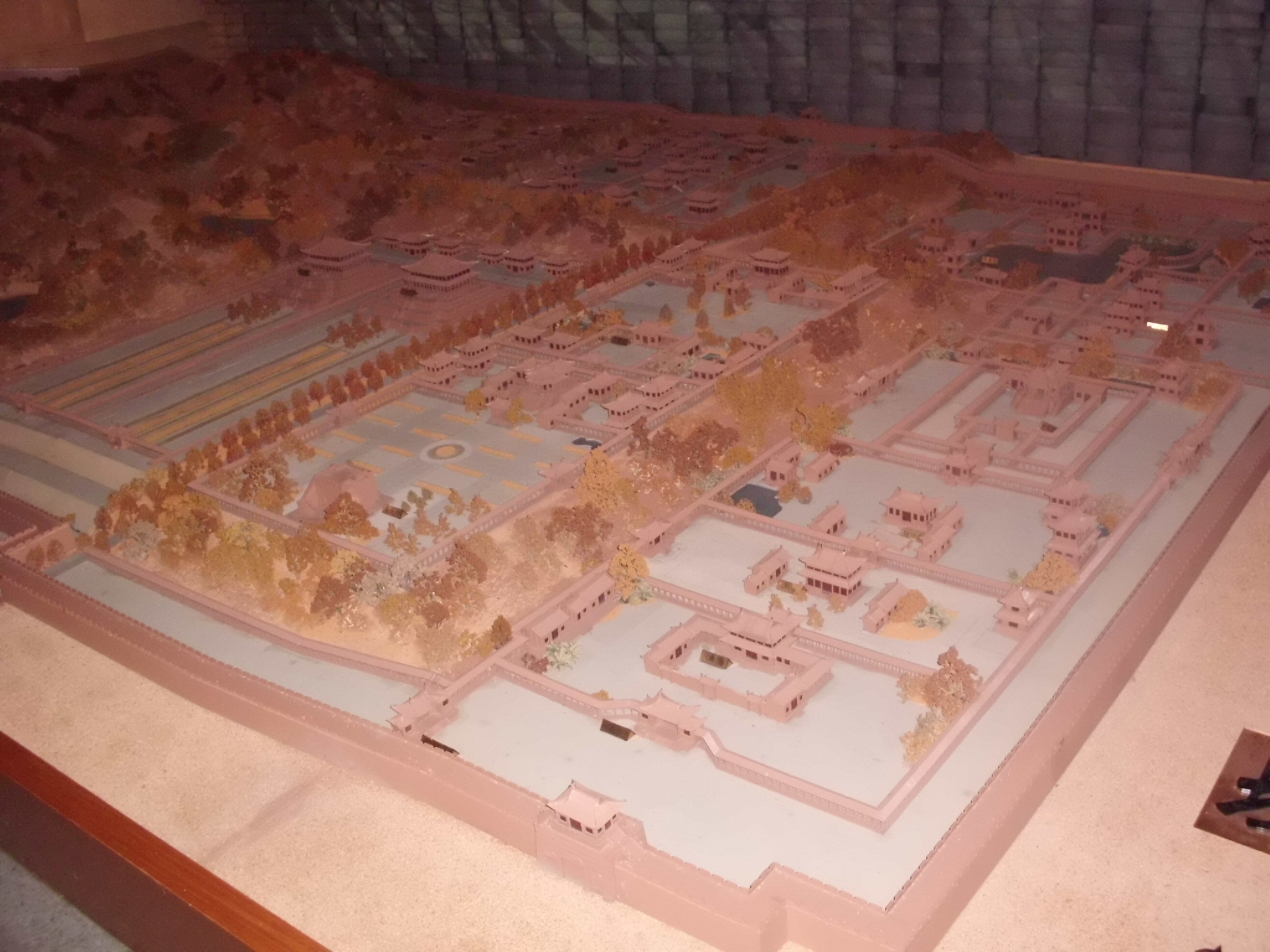
杭州市城市规划展览馆里的南宋皇宫模型

内城即皇城，方圆九里，环绕着凤凰山，北起凤山门，南达钱塘江边，东抵候潮门，西至万松岭；皇城内兴建殿、堂、楼、阁，以及多处行宫及御花园。

### 外城

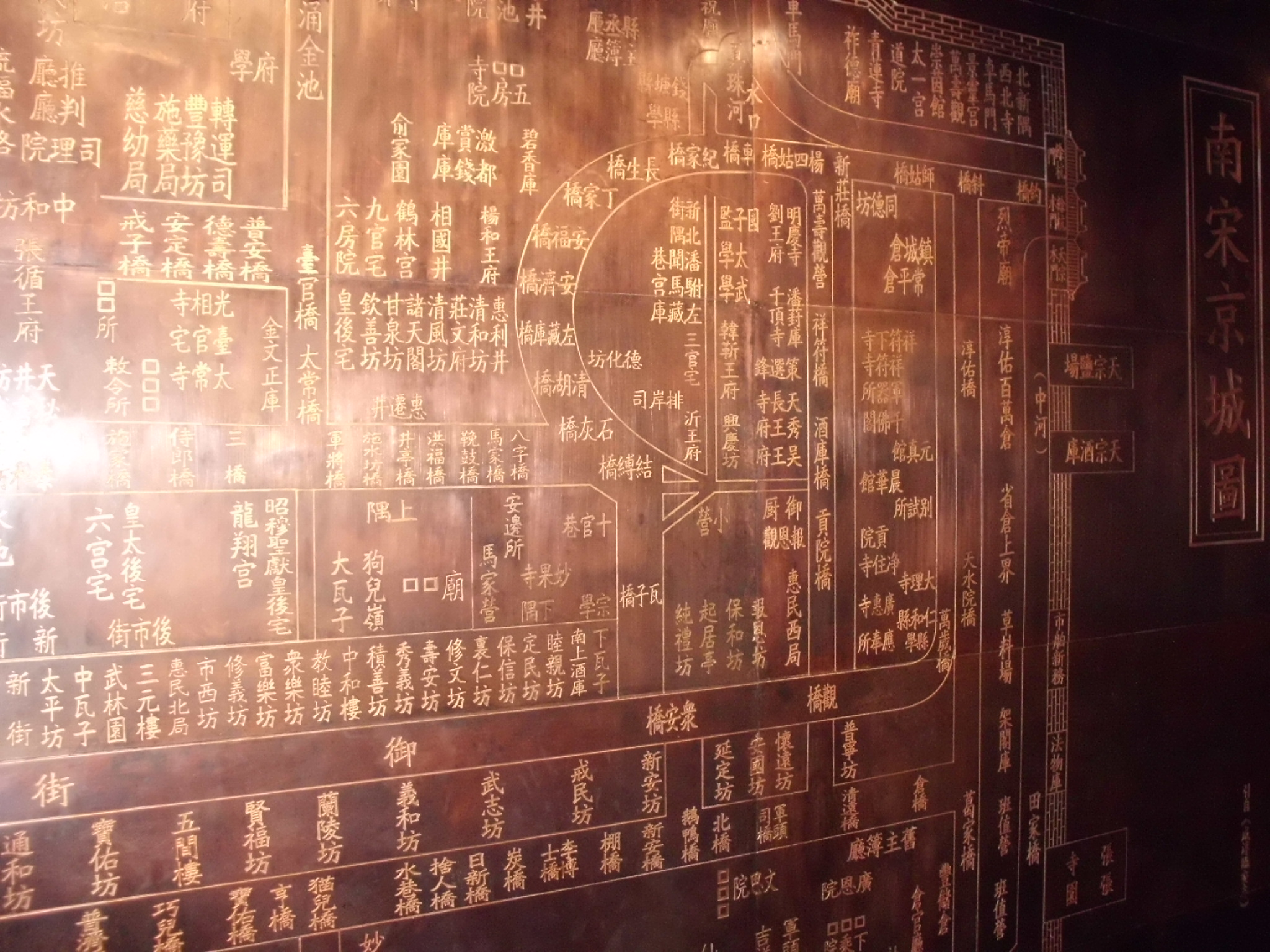
规划展览馆里的南宋都城图

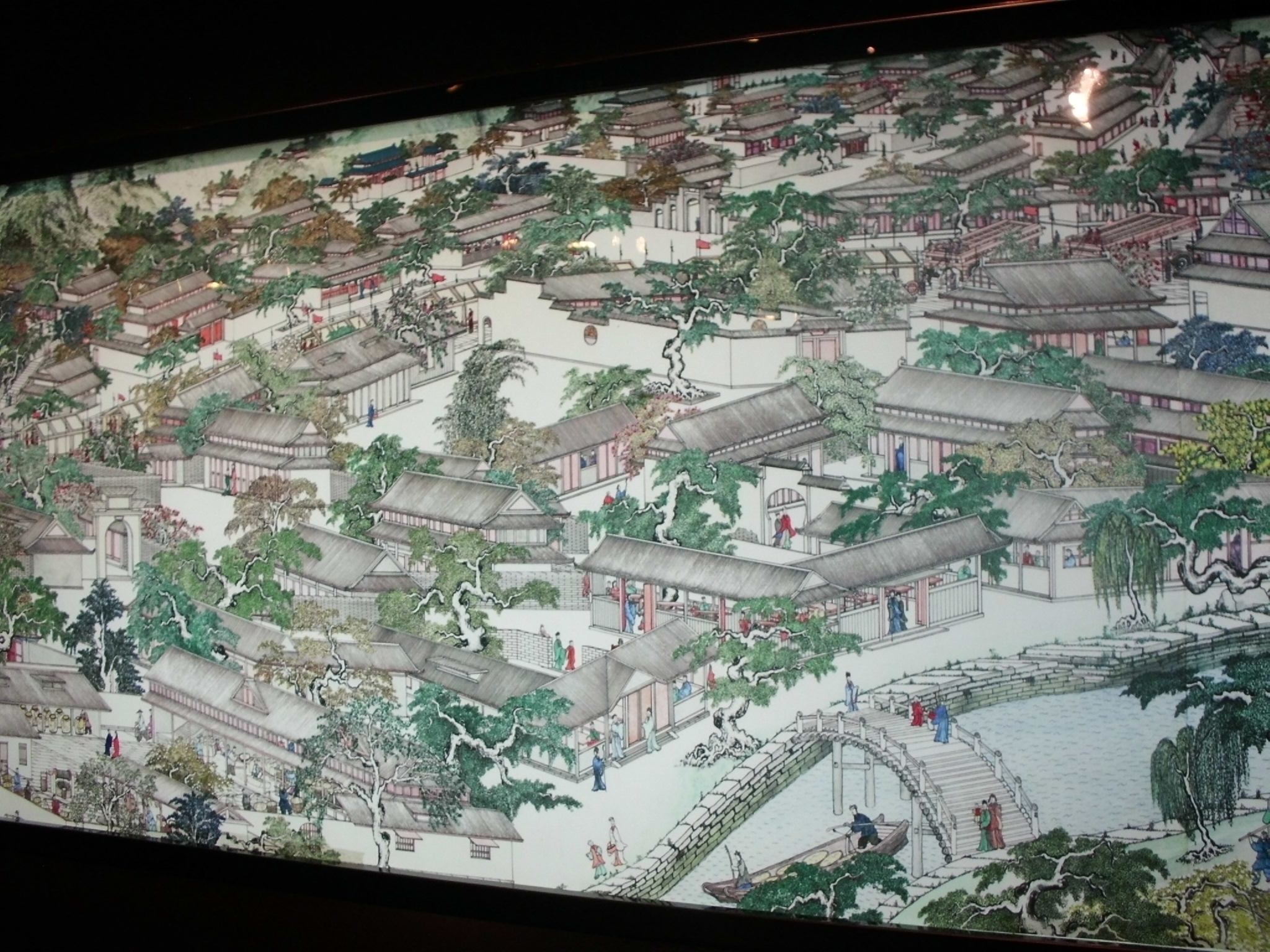
规划展览馆里的南宋都城图

外城南跨吴山，北至武林门，西接西湖（西湖在城墙之外），东临钱塘江。
自宫殿北门向北延伸的御街贯穿全城，为全城繁华区域，御街从宫殿北门和宁门起至城北景灵宫止，全长4500米。御街南段为衙署区，中段为综合商业区，并有一些行业市街和文娱活动集中的“瓦子”，官府商业区在御街南段东侧。商业、手工业遍布全城，在城中占有较大比重。
居住区在城市中部，许多达官贵戚的府邸就设在御街旁商业街市的背后，官营手工业区及仓库区在城市北部。国子监、太学、武学组成的文化区在靠近西湖、临安城西北角的钱塘门内。
城内有四条河道，其中盐桥河为主要运输河道。

## 遗迹
现存遗迹总面积1万余平米，由大型夯土台基、石砌围墙、门址等组成。有三座城门，城内有殿、堂、楼，以及130余座阁。主要宫殿区现都深埋在距离地表3米以下，基址保存完好。经过历年考古发掘，先后发现皇城遗址、太庙遗址、德寿宫遗址、恭圣仁烈皇后宅遗址、南宋三省六部遗址、临安府治遗址、严官巷御街遗址、中山中路御街遗址、南宋京城墙遗址、钱塘门遗址等。2001年，遗址列入第五批全国重点文物保护单位。2013年6月9日，浙江省文物局公布其为第一批省级考古遗址公园。